# 1673 w polityce

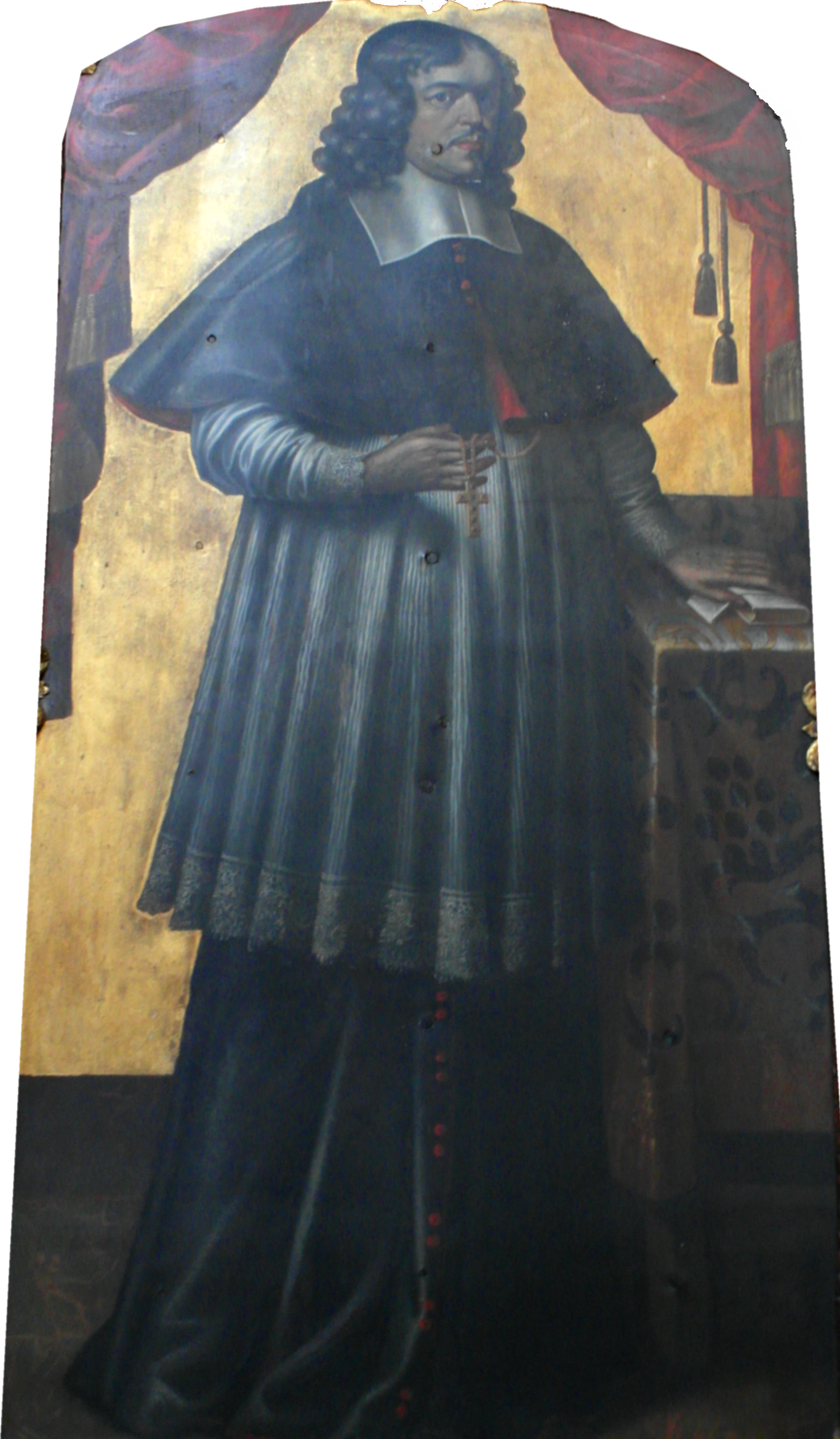
Mikołaj Prażmowski

Wydarzenia polityczne w 1673 roku.

## Wydarzenia
- 11 listopada — miała miejsce Bitwa pod Chocimiem. Hetman Jan Sobieski pokonał armię turecką[1].

## Urodzili się
- 19 maja — Fryderyk III, landgraf Hesji-Homburg[2].
- 1 czerwca — Ludwika Franciszka Burbon, córka Ludwika XIV[3].
- 30 grudnia — Ahmed III, sułtan turecki[4].

## Zmarli
- 20 marca — Augustyn Kordecki, przeor w klasztorze na Jasnej Górze[5].
- 15 kwietnia — Mikołaj Jan Prażmowski, prymas polski[6].
- 21 sierpnia Isaac Sweers, holenderski admirał[7].
- 10 listopada Michał Korybut Wiśniowiecki, król Polski[8].